# Arantxa Parra Santonja
Parra  Santonja est un nom espagnol. Le premier nom de famille, en général paternel, est Parra ; le second, en général maternel, souvent omis, est Santonja.
Pour les articles homonymes, voir Parra (homonymie).
Arantxa Parra Santonja, née le 9 novembre 1982 à Valence, est une joueuse de tennis espagnole, professionnelle depuis 2000.
Plus à l'aise sur terre battue, elle a logiquement réalisé sa meilleure performance dans une épreuve du Grand Chelem à Roland-Garros, atteignant le 3e tour de la compétition en simple en 2004.
C'est aussi sur cette surface qu'elle a décroché six de ses onze titres en double dames sur le circuit WTA dont trois aux côtés de sa compatriote Lourdes Domínguez Lino.

## Palmarès

### Titre en simple dames
Aucun

### Finales en simple dames
| No | Date       | Nom et lieu du tournoi                 | Catégorie | Dotation  | Surface      | Vainqueure           | Score     |          |
| -- | ---------- | -------------------------------------- | --------- | --------- | ------------ | -------------------- | --------- | -------- |
| 1  | 03-05-2010 | Estoril Open, Estoril                  | Intern'l  | 220 000 $ | Terre (ext.) | Anastasija Sevastova | 6-2, 7-5  | Parcours |
| 2  | 21-02-2011 | Abierto Mexicano Telcel HSBC, Acapulco | Intern'l  | 220 000 $ | Terre (ext.) | Gisela Dulko         | 6-3, 7-65 | Parcours |

### Titres en double dames
| No | Date       | Nom et lieu du tournoi                    | Catégorie | Dotation  | Surface      | Partenaire             | Finalistes                                 | Score              |          |
| -- | ---------- | ----------------------------------------- | --------- | --------- | ------------ | ---------------------- | ------------------------------------------ | ------------------ | -------- |
| 1  | 26-02-2007 | Abierto Mexicano Telcel Acapulco          | Tier III  | 180 000 $ | Terre (ext.) | Lourdes Domínguez Lino | Émilie Loit Nicole Pratt                   | 6-3, 6-3           | Parcours |
| 2  | 11-06-2007 | Barcelona KIA Barcelone                   | Tier IV   | 145 000 $ | Terre (ext.) | Nuria Llagostera Vives | Lourdes Domínguez Lino Flavia Pennetta     | 7-63, 2-6, [12-10] | Parcours |
| 3  | 09-06-2008 | Torneo Barcelona KIA Barcelone            | Tier IV   | 145 000 $ | Terre (ext.) | Lourdes Domínguez Lino | Nuria Llagostera Vives María José Martínez | 4-6, 7-5, [10-4]   | Parcours |
| 4  | 04-04-2011 | Andalucia Tennis Experience Marbella      | Intern'l  | 220 000 $ | Terre (ext.) | Nuria Llagostera Vives | Sara Errani Roberta Vinci                  | 3-6, 6-4, [10-5]   | Parcours |
| 5  | 01-01-2012 | Brisbane International Brisbane           | Premier   | 655 000 $ | Dur (ext.)   | Nuria Llagostera Vives | Raquel Kops-Jones Abigail Spears           | 7-62, 7-62         | Parcours |
| 6  | 25-02-2013 | Abierto Mexicano Telcel Acapulco          | Intern'l  | 235 000 $ | Terre (ext.) | Lourdes Domínguez Lino | Catalina Castaño Mariana Duque Mariño      | 6-4, 7-61          | Parcours |
| 7  | 15-06-2014 | Topshelf Open Bois-le-Duc                 | Intern'l  | 250 000 $ | Gazon (ext.) | Marina Erakovic        | Michaëlla Krajicek Kristina Mladenovic     | 0-6, 7-65, [10-8]  | Parcours |
| 8  | 09-02-2015 | BNP Paribas Fortis Diamond Games Anvers   | Premier   | 731 000 $ | Dur (int.)   | Anabel Medina          | An-Sophie Mestach Alison Van Uytvanck      | 6-4, 3-6, [10-5]   | Parcours |
| 9  | 22-02-2016 | Abierto Mexicano Telcel por HSBC Acapulco | Intern'l  | 250 000 $ | Dur (ext.)   | Anabel Medina          | Kiki Bertens Johanna Larsson               | 6-0, 6-4           | Parcours |
| 10 | 29-02-2016 | Abierto Monterrey Afirme Monterrey        | Intern'l  | 250 000 $ | Dur (ext.)   | Anabel Medina          | Petra Martić Maria Sanchez                 | 4-6, 7-5, [10-7]   | Parcours |
| 11 | 15-05-2016 | Internationaux de Strasbourg Strasbourg   | Intern'l  | 250 000 $ | Terre (ext.) | Anabel Medina          | María Irigoyen Liang Chen                  | 6-2, 6-0           | Parcours |

### Finales en double dames
| No | Date       | Nom et lieu du tournoi                    | Catégorie    | Dotation    | Surface      | Vainqueures                                | Partenaire             | Score              |          |
| -- | ---------- | ----------------------------------------- | ------------ | ----------- | ------------ | ------------------------------------------ | ---------------------- | ------------------ | -------- |
| 1  | 07-07-2003 | Internazionali Femminili Palerme          | Tier V       | 110 000 $   | Terre (ext.) | Adriana Serra Zanetti Emily Stellato       | María José Martínez    | 6-4, 6-2           | Parcours |
| 2  | 23-02-2004 | Copa Colsanitas Seguros Bolivar Bogota    | Tier III     | 170 000 $   | Terre (ext.) | Barbara Schwartz Jasmin Wöhr               | Anabel Medina          | 6-1, 6-3           | Parcours |
| 3  | 30-04-2007 | Estoril Open Estoril                      | Tier IV      | 145 000 $   | Terre (ext.) | Andreea Ehritt-Vanc Anastasia Rodionova    | Lourdes Domínguez Lino | 6-3, 6-2           | Parcours |
| 4  | 05-01-2009 | ASB Classic Auckland                      | Intern'l     | 220 000 $   | Dur (ext.)   | Nathalie Dechy Mara Santangelo             | Nuria Llagostera Vives | 4-6, 7-63, [12-10] | Parcours |
| 5  | 23-02-2009 | Abierto Mexicano Telcel HSBC Acapulco     | Intern'l     | 220 000 $   | Terre (ext.) | Nuria Llagostera Vives María José Martínez | Lourdes Domínguez Lino | 6-4, 6-2           | Parcours |
| 6  | 04-01-2010 | Brisbane International Brisbane           | Intern'l     | 220 000 $   | Dur (ext.)   | Andrea Hlaváčková Lucie Hradecká           | Melinda Czink          | 2-6, 7-63, [10-4]  | Parcours |
| 7  | 21-02-2011 | Abierto Mexicano Telcel HSBC Acapulco     | Intern'l     | 220 000 $   | Terre (ext.) | Mariya Koryttseva Raluca Olaru             | Lourdes Domínguez Lino | 3-6, 6-1, [10-4]   | Parcours |
| 8  | 04-07-2011 | Collector Swedish Open Women Båstad       | Intern'l     | 220 000 $   | Terre (ext.) | Lourdes Domínguez Lino María José Martínez | Nuria Llagostera Vives | 6-3, 6-3           | Parcours |
| 9  | 27-02-2012 | Abierto Mexicano Telcel Acapulco          | Intern'l     | 220 000 $   | Terre (ext.) | Sara Errani Roberta Vinci                  | Lourdes Domínguez Lino | 6-2, 6-1           | Parcours |
| 10 | 16-06-2013 | Topshelf Open Bois-le-Duc                 | Intern'l     | 235 000 $   | Gazon (ext.) | Irina-Camelia Begu Anabel Medina           | Dominika Cibulková     | 4-6, 7-63, [11-9]  | Parcours |
| 11 | 28-09-2013 | China Open Pékin                          | PREMIER*     | 5 185 625 $ | Dur (ext.)   | Cara Black Sania Mirza                     | Vera Dushevina         | 6-2, 6-2           | Parcours |
| 12 | 18-08-2014 | Connecticut Open New Haven                | Premier      | 710 000 $   | Dur (ext.)   | Andreja Klepač Sílvia Soler Espinosa       | Marina Erakovic        | 7-5, 4-6, [10-7]   | Parcours |
| 13 | 13-10-2014 | Kremlin Cup by Bank of Moscow Moscou      | Premier      | 710 000 $   | Dur (int.)   | Martina Hingis Flavia Pennetta             | Caroline Garcia        | 6-3, 7-5           | Parcours |
| 14 | 03-08-2015 | Bank of the West Classic Stanford         | Premier      | 731 000 $   | Dur (ext.)   | Xu Yifan Zheng Saisai                      | Anabel Medina          | 6-1, 6-3           | Parcours |
| 15 | 19-10-2015 | BGL BNP Paribas Open Luxembourg           | Intern'l     | 250 000 $   | Dur (int.)   | Mona Barthel Laura Siegemund               | Anabel Medina          | 6-2, 7-62          | Parcours |
| 16 | 03-11-2015 | Huajin Securities WTA Elite Trophy Zhuhai | Elite Trophy | 2 150 000 $ | Dur (int.)   | Liang Chen Wang Yafan                      | Anabel Medina          | 6-4, 6-3           | Parcours |

## Parcours en Grand Chelem

### En simple dames
| Année | Open d'Australie                                       | Open d'Australie                                       | Internationaux de France | Internationaux de France | Wimbledon                                             | Wimbledon                                            | US Open                                            | US Open             |
| ----- | ------------------------------------------------------ | ------------------------------------------------------ | ------------------------ | ------------------------ | ----------------------------------------------------- | ---------------------------------------------------- | -------------------------------------------------- | ------------------- |
| 2002  | —                                                      | —                                                      | —                        | —                        | —                                                     | —                                                    | Q1 \|\| style="text-align:left" \| Sofia Arvidsson |                     |
| 2003  | Q1 \|\| style="text-align:left" \| Barbora Strýcová    | Q1 \|\| style="text-align:left" \| Nadejda Ostrovskaya | 2e tour (1/32)           | Elena Dementieva         | 2e tour (1/32)                                        | Francesca Schiavone                                  |                                                    |                     |
| 2004  | 1er tour (1/64)                                        | Barbora Strýcová                                       | 3e tour (1/16)           | Amélie Mauresmo          | 2e tour (1/32)                                        | Rita Grande                                          | 2e tour (1/32)                                     | Lindsay Davenport   |
| 2005  | 1er tour (1/64)                                        | Anna Chakvetadze                                       | 2e tour (1/32)           | Silvia Farina            | 1er tour (1/64)                                       | Cho Yoon-jeong                                       | 1er tour (1/64)                                    | Cho Yoon-jeong      |
| 2006  | 2e tour (1/32)                                         | Svetlana Kuznetsova                                    | 1er tour (1/64)          | Mara Santangelo          | Q2 \|\| style="text-align:left" \| Vilmarie Castellvi | Q1 \|\| style="text-align:left" \| María José Argeri |                                                    |                     |
| 2007  | Q1 \|\| style="text-align:left" \| Raquel Kops-Jones   | —                                                      | —                        | —                        | —                                                     | —                                                    | —                                                  |                     |
|       |                                                        |                                                        |                          |                          |                                                       |                                                      |                                                    |                     |
| 2009  | -                                                      | -                                                      | -                        | -                        | 2e tour (1/32)                                        | Ai Sugiyama                                          | -                                                  | -                   |
| 2010  | 1er tour (1/64)                                        | Sybille Bammer                                         | 2e tour (1/32)           | Venus Williams           | 2e tour (1/32)                                        | Sara Errani                                          | 1er tour (1/64)                                    | Agnieszka Radwańska |
| 2011  | 1er tour (1/64)                                        | Francesca Schiavone                                    | 1er tour (1/64)          | Bethanie Mattek          | 1er tour (1/64)                                       | Caroline Wozniacki                                   | Q1 \|\| style="text-align:left" \| Taylor Townsend |                     |
| 2012  | Q2 \|\| style="text-align:left" \| M. Larcher de Brito | Q2 \|\| style="text-align:left" \| Camila Giorgi       | —                        | —                        | —                                                     | —                                                    |                                                    |                     |
| 2013  | Q2 \|\| style="text-align:left" \| Arina Rodionova     | Q3 \|\| style="text-align:left" \| Paula Ormaechea     | —                        | —                        | Q1 \|\| style="text-align:left" \| Erika Sema         |                                                      |                                                    |                     |

À droite du résultat, l'ultime adversaire.

### En double dames
N.B. : le nom du ou de la partenaire se trouve sous le résultat ; le nom des ultimes adversaires se trouve à droite.

### En double mixte
| Année | Open d'Australie              | Open d'Australie           | Internationaux de France      | Internationaux de France    | Wimbledon                     | Wimbledon                  | US Open                       | US Open                      |
| ----- | ----------------------------- | -------------------------- | ----------------------------- | --------------------------- | ----------------------------- | -------------------------- | ----------------------------- | ---------------------------- |
| 2011  | —                             | —                          | —                             | —                           | 1er tour (1/32) Marc López    | Jocelyn Rae Colin Fleming  | —                             | —                            |
| 2014  | 1er tour (1/16) David Marrero | Elena Vesnina M. Bhupathi  | 1/4 de finale S. González     | A.-L. Grönefeld J.-J. Rojer | 2e tour (1/16) David Marrero  | Naomi Broady Neal Skupski  | 1er tour (1/16) David Marrero | A. Hlaváčková A. Peya        |
| 2015  | 1er tour (1/16) David Marrero | K. Srebotnik Marcelo Melo  | 1er tour (1/16) David Marrero | Tímea Babos A. Peya         | 2e tour (1/16) David Marrero  | Olga Savchuk Oliver Marach | 1er tour (1/16) David Marrero | Simona Halep Horia Tecău     |
| 2016  | 1er tour (1/16) Marc López    | Sara Errani Fabio Fognini  | 1er tour (1/16) Mate Pavić    | K. Mladenovic P.-H. Herbert | 3e tour (1/8) S. González     | K. Srebotnik M. Matkowski  | 1er tour (1/16) Marc López    | Nicole Gibbs Dennis Novikov  |
| 2017  | —                             | —                          | —                             | —                           | —                             | —                          | 1er tour (1/16) Marc López    | Chan Yung-jan Nenad Zimonjić |
| 2018  | 1er tour (1/16) Marc López    | Casey Dellacqua John Peers | —                             | —                           | 2e tour (1/16) A-U-H. Qureshi | Latisha Chan Ivan Dodig    |                               |                              |

N.B. : le nom du partenaire se trouve sous le résultat ; le nom des ultimes adversaires se trouve à droite.

## Parcours en «Premier Mandatory» et «Premier 5»
Découlant d'une réforme du circuit WTA inaugurée en 2009, les tournois WTA « Premier Mandatory » et « Premier 5 » constituent les catégories d'épreuves les plus prestigieuses, après les quatre levées du Grand Chelem.

### En simple dames
| Année |              | Premier Mandatory         | Premier Mandatory        | Premier Mandatory         | Premier Mandatory |       | Premier 5 | Premier 5 | Premier 5                  | Premier 5 | Premier 5                 | Premier 5 | Premier 5 |
| Année | Indian Wells | Miami                     | Madrid                   | Pékin                     | Dubaï             | Dubaï | Rome      | Canada    | Cincinnati                 | Tokyo     | Tokyo                     |           |           |
| Année | Indian Wells | Miami                     | Madrid                   | Pékin                     | Dubaï             | Dubaï | Rome      | Canada    | Cincinnati                 | Tokyo     | Tokyo                     |           |           |
| Année | Indian Wells | Miami                     | Madrid                   | Pékin                     | Dubaï             | Dubaï | Rome      | Canada    | Cincinnati                 | Tokyo     | Tokyo                     |           |           |
| 2010  |              |                           |                          | 3e tour (1/8) S. Peer     |                   |       |           |           |                            |           | 1er tour (1/32) A. Morita |           |           |
| 2011  |              | 1er tour (1/64) D. Safina | 1er tour (1/64) S. Mirza | 3e tour (1/8) V. Azarenka |                   |       |           |           | 1er tour (1/32) M. Bartoli |           |                           |           |           |

Sous le résultat, l’ultime adversaire.

### En double dames
N.B. : le nom de la partenaire se trouve sous le résultat ; le nom des ultimes adversaires se trouve à droite.

## Parcours aux Jeux olympiques

### En double dames
| # | Date       | Nom de l'olympiade             | Surface      | Résultat        | Partenaire    | Ultimes adversaires                   | Score     |          |
| - | ---------- | ------------------------------ | ------------ | --------------- | ------------- | ------------------------------------- | --------- | -------- |
| 1 | 28/07/2012 | Olympic Tennis Event Wimbledon | Gazon (ext.) | 1er tour (1/16) | Anabel Medina | Flavia Pennetta Francesca Schiavone   | 7-64, 6-4 | Parcours |
| 2 | 06/08/2016 | Olympic Games Rio de Janeiro   | Dur (ext.)   | 1er tour (1/16) | Anabel Medina | Bethanie Mattek-Sands Coco Vandeweghe | 6-1, 6-1  | Parcours |

## Parcours en Fed Cup
| #                                                               | Date       | Lieu            | Surface         | Gagnante(s)                    | Perdante(s)                              | Score          |          |
|                                                                 |            |                 |                 |                                |                                          |                |          |
| 2005 - 1/2 finale (groupe mondial) - France - Espagne - 3 : 1   |            |                 |                 |                                |                                          |                |          |
| 1                                                               | 09/07/2005 | Aix-en-Provence | Dur (ext.)      | Arantxa Parra                  | Séverine Beltrame                        | 6-4, 6-4       | Parcours |
|                                                                 |            |                 |                 |                                |                                          |                |          |
| 2010 - Barrage (groupe mondial II) - Pologne - Espagne - 1 : 4  |            |                 |                 |                                |                                          |                |          |
| 2                                                               | 24/04/2010 | Sopot           | Moquette (int.) | Nuria Llagostera Arantxa Parra | Klaudia Jans Alicja Rosolska             | 6-2, 6-4       | Parcours |
|                                                                 |            |                 |                 |                                |                                          |                |          |
| 2012 - 1er tour (groupe mondial) - Russie - Espagne - 3 : 2     |            |                 |                 |                                |                                          |                |          |
| 3                                                               | 04/02/2012 | Moscou          | Dur (int.)      | Nuria Llagostera Arantxa Parra | Svetlana Kuznetsova Nadia Petrova        | 6-3, 0-0, ab.  | Parcours |
|                                                                 |            |                 |                 |                                |                                          |                |          |
| 2012 - Barrage (groupe mondial I) - Espagne - Slovaquie - 2 : 3 |            |                 |                 |                                |                                          |                |          |
| 4                                                               | 21/04/2012 | Marbella        | Terre (ext.)    | Nuria Llagostera Arantxa Parra | Magdaléna Rybáriková Anna K. Schmiedlová | 6-0, 6-77, 6-3 | Parcours |

## Classements WTA en fin de saison
| Année          | 1999 | 2000 | 2001 | 2002 | 2003 | 2004 | 2005 | 2006 | 2007 | 2008 | 2009 | 2010 | 2011 | 2012 | 2013 | 2014 | 2015 | 2016 | 2017 | 2018 |
| Rang en simple | 1028 | 710  | 306  | 184  | 68   | 70   | 107  | 173  | 356  | 359  | 91   | 64   | 118  | 255  | 219  | 392  | 859  | -    | -    | -    |
| Rang en double | 891  | 891  | 455  | 248  | 149  | 151  | 195  | 138  | 73   | 81   | 60   | 60   | 34   | 53   | 35   | 30   | 37   | 34   | 90   | 92   |

Source : (en) Classements de Arantxa Parra Santonja sur le site officiel de la Fédération internationale de tennis